# Pista Olímpica Virgilio Uribe
Die Pista Olímpica de Remo y Canotaje Virgilio Uribe ist eine Regattastrecke für Ruderer und Kanuten in Mexiko-Stadt. Sie liegt im Nordwesten des endorheischen ehemaligen Lago de Xochimilco im gleichnamigen Stadtbezirk und wurde 1967/1968 für die Olympischen Sommerspiele 1968 erbaut. Benannt ist sie nach dem Nationalhelden Virgilio Uribe aus der Zeit der US-amerikanischen Besetzung von Veracruz 1914.

## Bau und Lage
Die Bauzeit erstreckte sich vom 23. Januar 1967 bis zum Juli 1968, also bis kurz vor Olympia-Eröffnung am 12. Oktober. Thomas Keller, der seinerzeitige Präsident des Weltruderverbandes FISA, nannte ihn wegen der Kürze der Zeit seiner Erstellung „Canal del Milagro – Wunderkanal“. Die in ungefährer Nord-Süd-Richtung 2200 Meter lange Regattastrecke liegt westlich parallel zum Canal de Cuemanco, ist 125 m breit, 2 m tief und besitzt eine 30 Zentimeter starke Ton-Abdichtung. Ein kürzerer und schmalerer Seitenkanal auf der Nordwestseite kann zu Trainingszwecken benutzt werden; im Nordosten auf der gegenüberliegenden Seite der Anlage befindet sich eine Tribüne. Die Kanalränder sind auf allen vier Seiten mit Beton eingefasst. Am Nordende befinden sich unter anderem Funktionsräume und ein Pressezentrum.

## Veranstaltungen
Häufig finden nationale und internationale Wettkämpfe statt. Außer Olympia 1968, das dem Deutschland-Achter Gold brachte und den Ruderern der DDR die größte Medaillenzahl, sind unter anderen zu nennen der Ruder-Weltcup 1993 oder jüngst die Regata de Canotaje de la Secretaría de Marina 2015.